# Jehan Soudan de Pierrefitte
Œuvres principales
Histoires de l'autre monde, Herlève de Normandie
Jehan Soudan de Pierrefitte (1853-1938) est un journaliste et écrivain français, cofondateur en 1896 avec Alexandre Thibaut de la Rochethulon de l'association Le Souvenir normand.

## Biographie
Jehan (Jean) Soudan de Pierrefitte, né le 13 janvier 1853,, est le fils de Charles Louis, docteur en médecine, et d'Anne Delphine Moutet. Ancien saint-cyrien démissionnaire[réf. nécessaire], il devient journaliste.
Collaborateur du journal Gil Blas, c'est en tant que correspondant du Voltaire qu'il embarque avec Sarah Bernhardt pour couvrir sa première tournée américaine de 1880-1881 et assurer également les relations avec ses homologues locaux. Il en profite pour découvrir le Far-West nouvellement exploré, en compagnie d'un confrère italien Giovanni Vigna dal Ferro,  auteur de Un viaggio nel Far west americano.
De retour en France, il devient le secrétaire de la comédienne Marie Colombier qui accompagnait Sarah Bernhardt dans sa tournée et publie le récit de son voyage Histoires de l'autre monde puis traduit les mémoires de Phineas Taylor Barnum. Au cours de l'hiver 1882-1883 il lance un journal parlé avec projections de vues de l'Égypte qu'il commente en public. Secrétaire de rédaction en 1888 de la Revue de Paris et Saint-Petersbourg dont le sous-directeur est son ami Armand Silvestre qu'il a connu au Gil Blas et qui a préfacé en 1881 son premier ouvrage, il y publie quelques articles, puis il devient la même année rédacteur en chef de la revue La vie Franco-Russe.
Après le décès en 1888 de son père à Pennedepie, Soudan de Pierrefitte y épouse l'année suivante, le 11 novembre 1889, Louise Leudet, une parente d'Angélique des Mesliers, propriétaire du manoir des Mesliers qui devient alors sa résidence normande ; leur fille y naît le 14 mars 1891,. Tout en restant collaborateur du journal Gil Blas, il devient le propriétaire rédacteur de deux journaux de la côte normande, le premier en 1893 Le petit normand  destiné à un public local, puis en 1894 Trouville-gazette visant la clientèle plus aisée en villégiature.
En 1895, Soudan de Pierrefitte organise le premier salon d'art normand au casino de Trouville-sur-Mer dans la salle de l'union. Il se lie d'amitié avec Thibaut de la Rochethulon, marquis de Corneville, descendant de Guillaume le conquérant, et malgré une famille originaire de Pierrefitte-sur-Sauldre en Loir-et-Cher, il fonde avec lui en 1896 une association catholique Le Souvenir normand,,, avec pour objectif de rassembler tous les peuples européens qui ont pour origine des Normands. Il fonde même une filiale L'Islam normand,. Envoyé en Éthiopie comme correspondant du Voltaire, il écrit à son retour en 1897 un article Notre-Dame d'Israël dans La Revue des revues, un recueil des articles paraissant dans les revues françaises et étrangères. Il est commissaire de l'Exposition normande canadienne de marine, de traditions et d'arts populaires, du 1er août au 31 (sic) septembre 1898,.
À partir des années 1900, il devient le collaborateur régulier de la Revue illustrée dans laquelle il écrit des portraits de personnalités contemporaines, comme celui de Henri Poincaré,. Soudan de Pierrefitte est invité en 1902 au couronnement d'Edouard VII et avec son ami de la Rochethulon, ils y poussent le "Diex aïe" (nrm), le cri de ralliement des Normands à la bataille d'Hastings,. Le 7 septembre 1907 il devient le rédacteur en chef du journal  Les Gars normands de Paris, de la Duché & de partout créé le 1er juillet. Il fait la connaissance à Honfleur d'Alphonse Allais qui lui écrit des nouvelles pour son journal Trouville-gazette et ils écrivent ensemble Dans la peau d'un autre ? qui parait en 1907 deux ans après la disparition de son co-auteur. En hommage à l'humoriste disparu, il fonde en 1934 l'Académie Alphonse-Allais.
Soudan de Pierrefitte meurt à Beausoleil (Alpes-Maritimes) à la fin de février 1938.

## Publications
- Jehan Soudan de Pierrefitte (préf. Armand Silvestre), Histoires de l'autre monde : Mœurs américaines, Paris, C. Marpon et E. Flammarion, 1881, 290 p. (lire en ligne).
- Jehan Soudan de Pierrefitte (préf. Armand Silvestre), Histoires américaines, Paris, C. Marpon et E. Flammarion, 1889, 298 p. (présentation en ligne) lire en ligne sur Gallica.
- Jehan Soudan de Pierrefitte, La tradition française aux pays Normands, Paris, Imprimerie du Journal Le Havre, 1897, 27 p. (OCLC 937418119, lire en ligne)
- Jehan Soudan de Pierrefitte (trad. de l'anglais, adapté de l'américain), Les millions de Barnum : amuseur des peuples, Paris, Hachette, 1899, 327 p. (ISBN 979-10-94569-40-5, présentation en ligne) lire en ligne sur Gallica.
- Jehan Soudan de Pierrefitte, Le "Vieux Honfleur" : La Tradition française aux pays normands, Honfleur, imprimerie Ad. Satié, R. Sescau successeur, 1899, 64 p. (lire en ligne).
- Alphonse Allais et Jehan Soudan de Pierrefitte, Dans la peau d'un autre ? : Mystère parisien de réincarnation normande, Paris, Société d'édition et de publications, 1907, 319 p. (présentation en ligne).